# تشارلز الأصغر
تشارلز الأصغر أو تشارلز إنجلهايم (بالإنجليزية: Charles the Younger)‏ (722 - 811) كان عضوًا في سلالة كارولينجيان، وهو الابن الثاني لشارلمان، والأول من زوجته الثانية هيلدغارد شوابيا. وشقيق لويس الورع وبيبين كارلومان. عندما قسم شارلمان إمبراطوريته بين أبنائه، عَيَّنَ ابنه تشارلز ملكًا للفرنجة.